# NGC 2217
NGC 2217 ist eine linsenförmige Galaxie vom Hubble-Typ SB0-a im Sternbild Großer Hund südlich des Himmelsäquators. Sie ist rund 64 Millionen Lichtjahre von der Milchstraße entfernt und hat einen Durchmesser von etwa 100.000 Lichtjahren.
Das Objekt wurde am 20. Januar 1835 von dem britischen Astronomen John Herschel entdeckt.

## NGC 2217-Gruppe (LGG 136)
| Galaxie   | Alternativname | Entfernung/Mio. Lj |
| --------- | -------------- | ------------------ |
| NGC 2217  | PGC 18883      | 64                 |
| PGC 18765 | ESO 489-029    | 68                 |
| PGC 18886 | ESO 426-001    | 72                 |